# てんきゅっ（ニューサマー便）/小麦色のラブソング
「てんきゅっ（ニューサマー便）/小麦色のラブソング」（てんきゅっ・ニューサマーびん/こむぎいろのラブソング）は、日本の音楽デュオ・RYTHEMの2作目のシングル。

## 概要
- 前作「ハルモニア」から約3ヶ月ぶり、初の両A面シングル。
- 表題1曲目はアニメ『とっとこハム太郎』の第1期4代目エンディングテーマに起用され、2作連続でアニメタイアップを担当した。
- 初回プレス仕様には特典として、RYTHEM特製オリジナルプリクラシールVol.2と、「とっとこハム太郎」イラスト入りキャップが付属された。

## 収録曲
1. てんきゅっ（ニューサマー便） [4:06]
作詞・作曲：RYTHEM
編曲：清水信之
前作「ハルモニア」のカップリング曲「てんきゅっ」のリアレンジバージョン。
2. 小麦色のラブソング [6:20]
作詞・作曲：RYTHEM
編曲：清水信之
ベーシックアレンジ：absolute3
3. てんきゅっ（ニューサマー便）-Instrumental- [3:53]
作曲：RYTHEM
編曲：清水信之
表題1曲目のインストゥルメンタル。
4. 小麦色のラブソング -Instrumental- [6:13]
作曲：RYTHEM
編曲：清水信之
ベーシックアレンジ：absolute3
表題2曲目のインストゥルメンタル。

## 参加ミュージシャン
RYTHEM
- YUI：Vocal (#1,2)
- YUKA：Vocal (#1,2)

Additional Musician
- 清水信之：Sound Produced (全曲)、Programming & Instruments (#1,3)、Drums & Fender Bass & Guitars & Keyboards & Percussions (#2,4)

## タイアップ
- テレビ東京系列アニメ『とっとこハム太郎』第1期4代目エンディングテーマ (#1)

## 収録アルバム
- ウタタネ (#2)
- BEST STORY (#1)